# Assur-bel-nisheshu
Aššūr-bēl-nīšēšu, geschreven als mdaš-šur-EN-UN.MEŠ--šú, met de betekenis “(de god) Aššur (is) is heer over zijn volk,” was de heerser van Assyrië from 1417–1409 v.Chr. Hij volgde zijn vader Aššur-nērārī II op en is het bekendst voor zijn verdrag met de Kassieten-koning Karaindaš.

## Biografie
Zoals gebruikelijk in deze tijd noemde hij zichzelf bescheiden de onderkoning of išši'ak Aššur, van de god Aššur. De Synchronistische Kroniek doet verslag van zijn territoriaal verdrag met Karaindaš, koning van Karduniaš, waarmee hij blijkbaar op goede voet stond en vertelt dat zij “samen een eed aflegden over deze grens.” Zijn talrijke inscripties op kegels van klei (zoals in de lijntekening in de getoonde afbeelding) memoreren het feit dat hij de muur van Puzur-Aššur III van de "Nieuwstad"-wijk van Aššur van nieuwe bedekking voorzag.
Juridische documenten uit zijn tijd laten details zien van de verkoop van land, huizen en slaven en van betaling in lood. Het Assyrische kredietstelsel was in deze dagen vrij geavanceerd. Er werd geld voorgeschoten voor de aankoop van zaken als gerst en lood; rente moest betaald worden als terugbetaling achterwege bleef. Het onderpand voor leningen kon bezit zijn, maar ook de persoon van de schuldenaar of diens kinderen.
Er is onenigheid over zijn uiteindelijk opvolger. De koningslijsten geven zijn opvolger Aššur-rā’im-nišēšu, als zijn zoon, maar Aššur-rā’im-nišēšu's eigen inscripties noemt Aššur-nērārī II als zijn vader, wat suggereert dat Aššūr-bēl-nīšēšu door zijn broer werd opgevolgd in plaats van zijn zoon. De verwarring wordt nog vergroot door de Khorsabad koningslijst en de SDAS Koningslijst door Eriba-Adad I, die achttien jaar later de troon besteeg als zijn zoon te noemen terwijl de Nassouhi kopie Eriba-Adad juist de zoon van Aššur-rā’im-nišēšu te noemen.

## Inscripties
1. ↑  Cone VAT 7442, oorspronkelijk gepubliceerd KAH 2 no. 22 (1922).
2. 1 2  Nassouhi King List, Istanbul A. 116 (Assur 8836), iii 11–12.
3. 1 2  Khorsabad koningslijst, IM 60017 (opgraving nrs.: DS 828, DS 32-54), iii 5–6.
4. 1 2  SDAS koningslijst, tablet IM 60484, ii 38.
5. ↑  Synchronistic Chronicle (ABC 21), tablet K4401a, i 1–4.
6. ↑  Cone VAT? 2764, oorspronkelijk gepubliceerd KAH 1 no. 63 (1911).